# Os talonaviculare dorsale

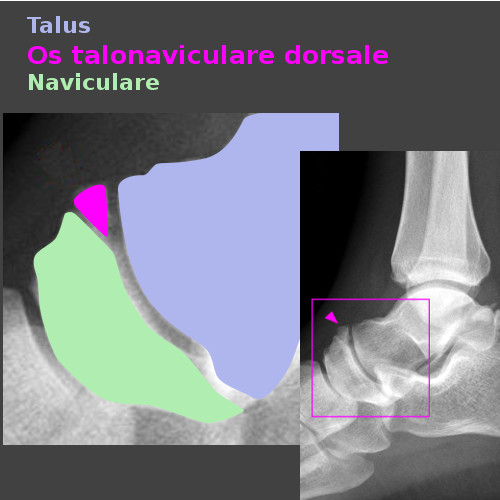
Os talonaviculare dorsale zwischen Talus (Sprungbein) und Naviculare (Kahnbein)

Das Os talonaviculare dorsale (von Talus: Sprungbein; Os naviculare: Kahnbein; dorsal am (Fuß)rücken gelegen; auch Os supranaviculare, Pirie-Knochen, Pirie-Ossikel) ist ein  zusätzlicher Knochen an der Fußwurzel.

## Lokalisation und Diagnose

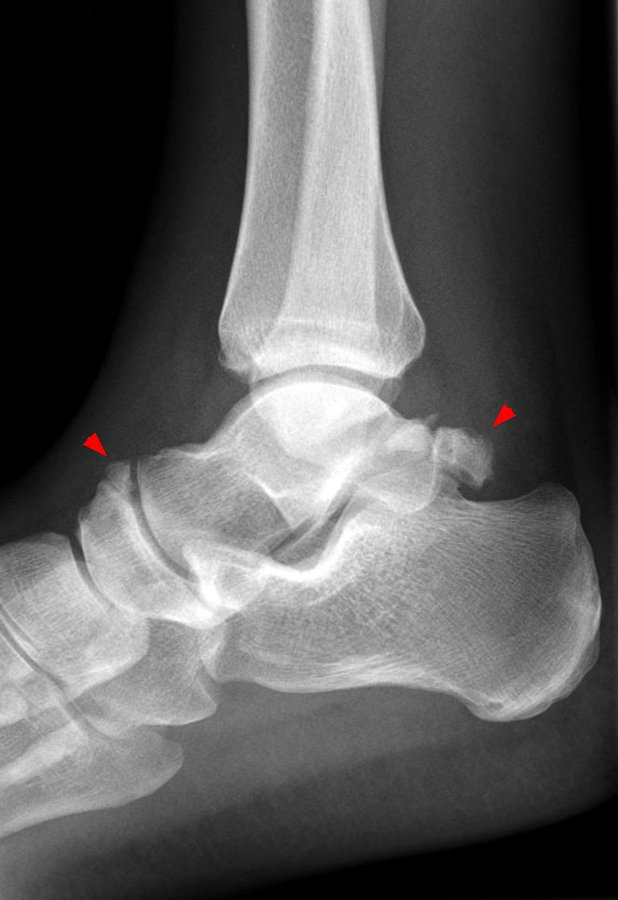
Os talonaviculare dorsale (links im Bild gekennzeichnet)

Das Os talonaviculare dorsale ist meist dreieckig und liegt im Gelenkraum zwischen Sprungbein und Kahnbein an der Oberkante am Fußrücken. Es gehört zu den häufigeren zusätzlichen Knochen (Prävalenz 1,6 %). Das Knöchelchen kann entweder separat oder mit Verbindung zu benachbarten Knochen auftreten. Abzugrenzen ist es von Frakturen und Knochenabsprengungen von Talus oder Os naviculare oder von Rissen der Bänder des Gelenks zwischen Sprung- und Kahnbein, die mit Frakturen einhergehen (Abrissfraktur). Unterstützend bei der Diagnose ist die Tatsache, dass das Os talonaviculare dorsale meist (aber durchaus nicht immer!) beidseitig auftritt. So wird in einer Arbeit 1956 von 24 entsprechenden Befunden bei 783 untersuchten Füßen berichtet, wobei der Befund dreimal doppelseitig war. Bei den von Pirie in seinen Originalarbeiten berichteten 14 Fällen waren vier bilateral.
Meist ist dieser zusätzliche Knochen symptomlos und wird nur als Zufallsbefund entdeckt. In sehr seltenen Fällen kann er aber auch zu Problemen wie schmerzhaften Entzündungszuständen führen, insbesondere an benachbarten Sehnen. Die Behandlung erfolgt entweder konservativ, beispielsweise durch Tapeverband und angepasstes Schuhwerk  oder durch operatives Entfernen des Knochens. Ein bestehendes Os talonaviculare dorsale kann einen Ermüdungsbruch des Kahnbeins begünstigen (Prädisposition).

## Erstbeschreibung und Namensgebung

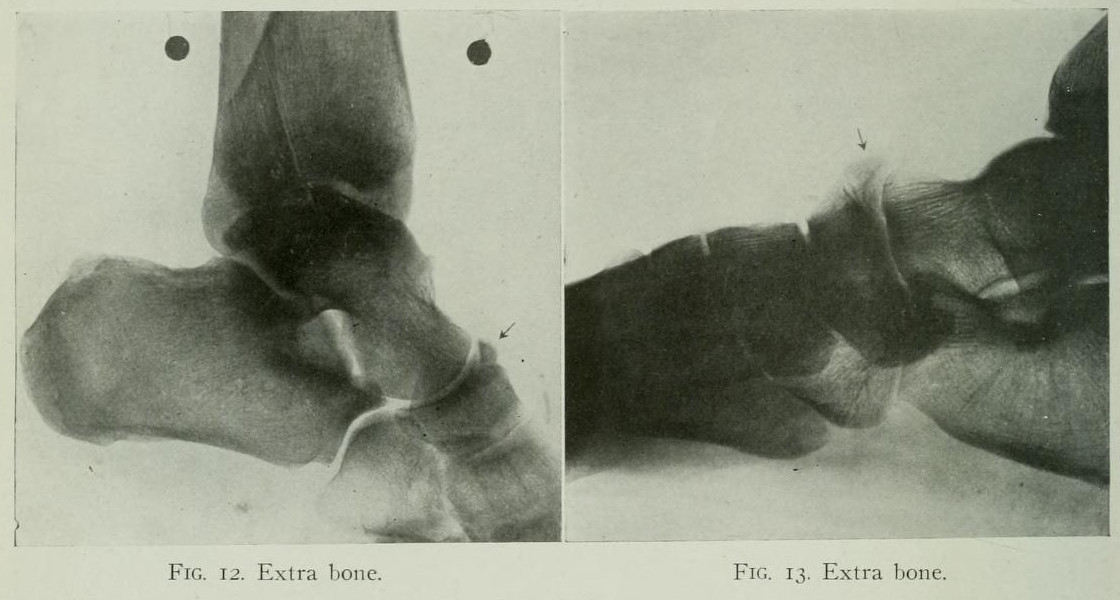
Röntgenaufnahmen von A. Howard Pirie, veröffentlicht 1921

Zur Erstbeschreibung finden sich unterschiedliche Angaben.
Zum einen wird Hyrtl (1860) genannt, der das Os supranaviculare als Processus trochlearis ossis scaphoidis beschrieben habe, außerdem findet sich häufig die Nennung von Pirie (1921). Bereits als Reaktion auf den Artikel von A. Howard Pirie aus Montreal (Kanada) 1921 wies Morris I. Bierman 1922 auf die Arbeit von Hyrtl hin und stellte fest, dass es sich bei dem von diesem beschriebenen Knochen nicht um den, den Pirie beschreibt, handele. Er verweist ferner auf Pfitzner, der ein Ossikel mit entsprechender Lokalisation als „supranaviculare (spurium?)“ beschrieben habe. Er schließt „Personally I believe that 'supranaviculare' is a good descriptive name for this rare ossicle.“
Die Benennung Os supranaviculare geht nach E. de Cuveland auf Pfitzner (1896) zurück, während  Trolle (1948) die Bezeichnung Os talonaviculare dorsale wählte. E. de Cuveland deutet das als das Bestreben, „das Element weder dem Talus noch dem Naviculare zuzuordnen.“
Zur Namensgebung  (englisch) Pirie bone findet sich auch der Hinweis auf den schottischen Radiologen George A. Pirie (1864–1929).

## Pirie's Bonein angelsächsischer Literatur
In angelsächsischer Literatur wird Pirie's Bone häufig für Os supratalare, also ein akzessorisches Ossikel auf dem Talus (!) verwendet. In Grenzen des Normalen … (2001) heißt es dazu: „Wahrscheinlich entspricht dem Pirie's Bone aber tatsächlich das Os supranaviculare, wie […] nach Studium der Originalarbeit von Pirie bemerkt wurde.“